# 美加淨
美加淨（英語：Maxam）是一個中國大陸的品牌，產品有牙膏等個人護理產品。截至2000年代，美加淨分属於多個企業。其中上海白猫股份有限公司生产美加净洗衣粉类产品、上海牙膏厂有限公司生产美加净牙膏类产品、上海製皂有限公司生产美加净香皂类产品，上海家化生产美加净化妆品。

## 歷史
1962年，美加淨品牌誕生。1990年，上海家化將露美、美加净与美国庄臣合资成立露美庄臣有限公司。由於美加净銷量滑坡，1994年，上海家化收回美加净的經營權。1997年，美加净被评为上海市著名商标，1998年又被评为中国驰名商标。
1994年，上海牙膏廠將美加淨租赁给联合利华公司生产经营，由於該品牌市场占有率下滑，2000年底，上海牙膏厂收回美加净品牌使用权。2018年与大白兔奶糖合作，跨界推出美加净大白兔奶糖味润唇膏。2019年，先后携手晨光文具和知名漫画IP吾皇万睡推出合作礼盒。
2024年，美加净牙膏被評為中華老字號。

## 相關
- 二甘醇

## 外部連結
- 官方网站
- 美加淨的故事 及 上海家化集團的歷史 （页面存档备份，存于）
- 香港海關呼籲停用三款大陸牙膏，包括美加淨 （页面存档备份，存于）
- 香港裕華國貨收起美加淨牙膏[永久]
- 美加淨香港代理，拒評毒牙膏事件[永久]